# Codice ATCvet QI02
Il codice ATCvet QI02 "Immunologici per Bovidae" è un sottogruppo del sistema di classificazione Anatomico Terapeutico e Chimico, un sistema di codici alfanumerici sviluppato dall'OMS per la classificazione dei farmaci e altri prodotti medici. Il sottogruppo QI02 fa parte del gruppo anatomico QI, farmaci per uso veterinario Immunologici.
Numeri nazionali della classificazione ATC possono includere codici aggiuntivi non presenti in questa lista, che segue la versione OMS.

## QI02A Vacche

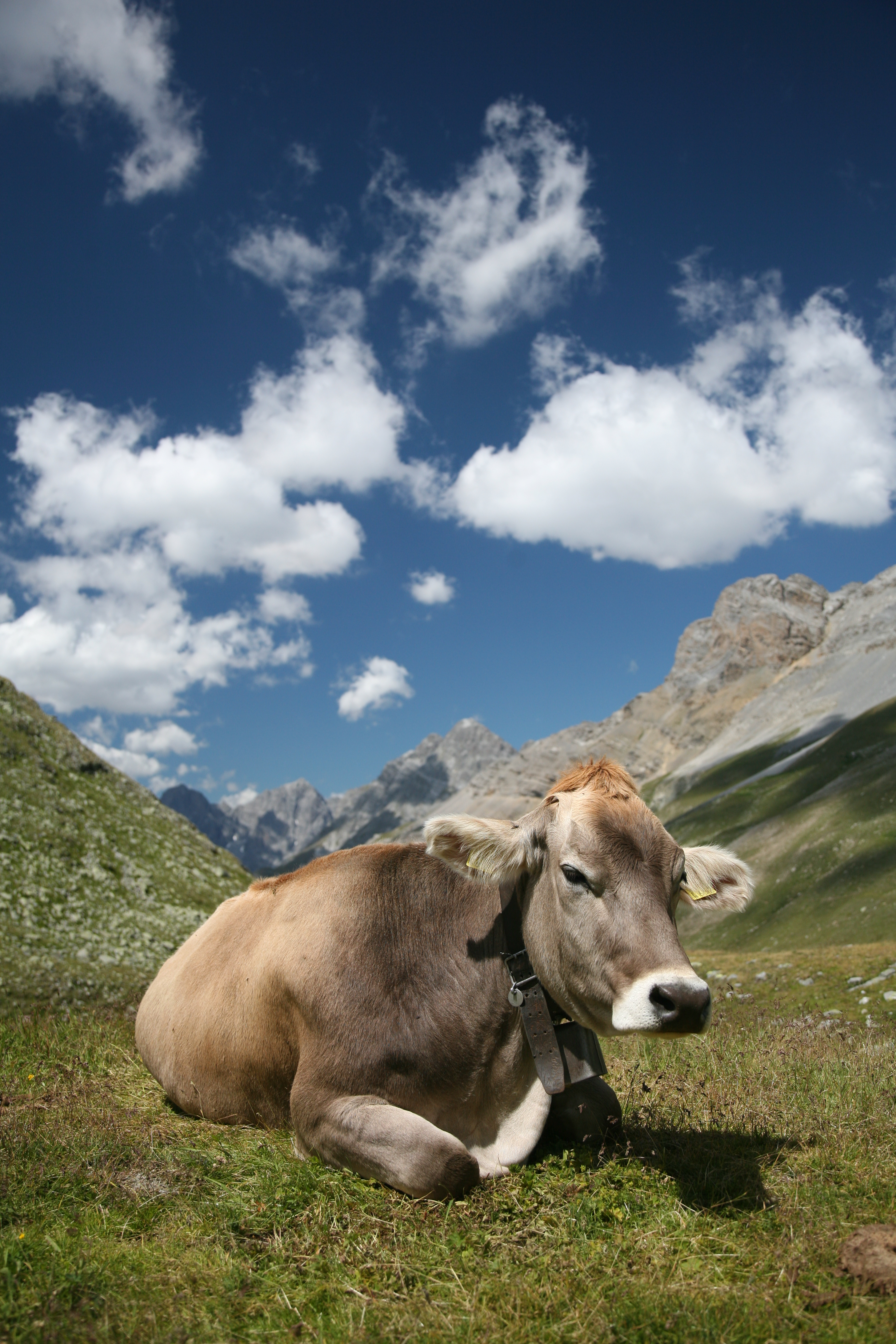
Una mucca

### QI02AA Vaccini virali inattivati
QI02AA01 Diarrea virale bovina (BVD)
QI02AA02 Virus respiratorio sinciziale bovino (BRSV)
QI02AA03 Virus della rinotracheite bovina (IBR)
QI02AA04 Virus dell'afta epizootica
QI02AA05 Virus della parainfluenza bovina + Adenovirus bovino + Reovirus bovino
QI02AA06 Virus della parainfluenza bovina + Adenovirus bovino + Reovirus bovino + Virus della rinotracheite bovina
QI02AA07 Virus della parainfluenza bovina + Adenovirus bovino + Reovirus bovino + Virus della sindrome respiratoria sinciziale bovina
QI02AA08 Virus della lingua blu

### QI02AB Vaccini batterici inattivati (inclusi mycoplasma, tossoidi e chlamydia)
QI02AB01 Clostridium
QI02AB02 Mycobacterium
QI02AB03 Leptospira
QI02AB04 Pasteurella
QI02AB05 Salmonella
QI02AB06 Escherichia
QI02AB07 Coxiella + chlamydia
QI02AB08 Escherichia + salmonella + pasteurella + streptococcus
QI02AB09 Escherichia + salmonella
QI02AB10 Escherichia + salmonella + pasteurella
QI02AB11 Clostridium + pasteurella
QI02AB12 Clostridium + salmonella
QI02AB13 Escherichia + streptococcus
QI02AB14 Pasteurella + streptococcus + corynebacterium
QI02AB15 Chlamydia
QI02AB16 Streptococcus + staphylococcus + pseudomonas + corynebacterium
QI02AB17 Escherichia + staphylococcus

### QI02AC Vaccini batterici inattivati e antisera
Gruppo vuoto

### QI02AD Vaccini virali vivi
QI02AD01 Virus della rinotracheite bovina (IBR)
QI02AD02 Diarrea virale bovina (BVD)
QI02AD03 Diarrea virale bovina + Virus della sindrome respiratoria sinciziale bovina
QI02AD04 Virus della sindrome respiratoria sinciziale bovina (BRSV)
QI02AD05 Virus della parainfluenza bovina
QI02AD06 Virus della rinotracheite bovina + Virus della parainfluenza bovina
QI02AD07 Virus della sindrome respiratoria sinciziale bovina +Virus della parainfluenza bovina
QI02AD08 Rotavirus bovino + Coronavirus bovino
QI02AD09 Rotavirus bovino
QI02AD10 Coronavirus bovino

### QI02AE Vaccini batterici vivi
QI02AE01 Mycobacterium
QI02AE02 Salmonella
QI02AE03 Escherichia
QI02AE04 Bacillus anthracis

### QI02AF Vaccini vivi virali e batterici
Gruppo vuoto

### QI02AG Vaccini batterici inattivati e vivi
Gruppo vuoto

### QI02AH Vaccini virali inattivati e vivi
Gruppo vuoto

### QI02AI Vaccini batterici inattivati e vivi virali
QI02AI01 Rotavirus bovino vivo + Coronavirus bovino vivo + escherichia inattivato

### QI02AJ Vaccini vivi e inattivati virali e batterici
Gruppo vuoto

### QI02AK Vaccini batterici vivi e virali inattivati
Gruppo vuoto

### QI02AL Vaccini batterici inattivati e virali inattivati
QI02AL01 Rotavirus bovino + Coronavirus bovino + escherichia
QI02AL02 Rotavirus bovino + Coronavirus bovino + parvovirus + escherichia
QI02AL03 Rotavirus bovino + escherichia
QI02AL04 Virus della parainfluenza bovina + Virus della sindrome respiratoria sinciziale bovina + pasteurella
QI02AL05 Rotavirus bovino + Coronavirus bovino + clostridium + escherichia

### QI02AM Antisieri, preparazioni di immunoglobuline, e antitossine
QI02AM01 Escherichia antisiero
QI02AM02 Salmonella antisiero
QI02AM03 Pasteurella antisiero + salmonella antisiero + streptococcus antisiero + escherichia antisiero
QI02AM04 Escherichia antisiero + pneumococci antisiero
QI02AM05 Rotavirus bovino antisiero + Coronavirus bovino antisiero + escherichia antisiero
QI02AM06 Salmonella antisiero + pasteurella antisiero + escherichia antisiero
QI02AM07 Salmonella antisiero + escherichia antisiero
QI02AM08 Pasteurella antisiero

### QI02AN Vaccini antiparassitari vivi
QI02AN01 Dictyocaulus

### QI02AO Vaccini inattivati antiparassitari
QI02AO01 Dictyocaulus

### QI02AP Vaccini fungini vivi
QI02AP01 Trichophyton

### QI02AQ Vaccini inattivati fungini
QI02AQ01 Trichophyton

### QI02AR Preparazioni diagnostiche in vivo
QI02AR01 Tuberculina bovina PPD
QI02AR02 Tuberculina aviaria PPD

### QI02AS Allergeni
Gruppo vuoto

### QI02AT Preparazioni di colostro e sostituti
QI02AT01 Escherichia

### QI02AU Altri vaccini vivi
Gruppo vuoto

### QI02AV Altri vaccini inattivati
Gruppo vuoto

### QI02AX ALtri immunologici
Gruppo vuoto

## QI02B Bufalo

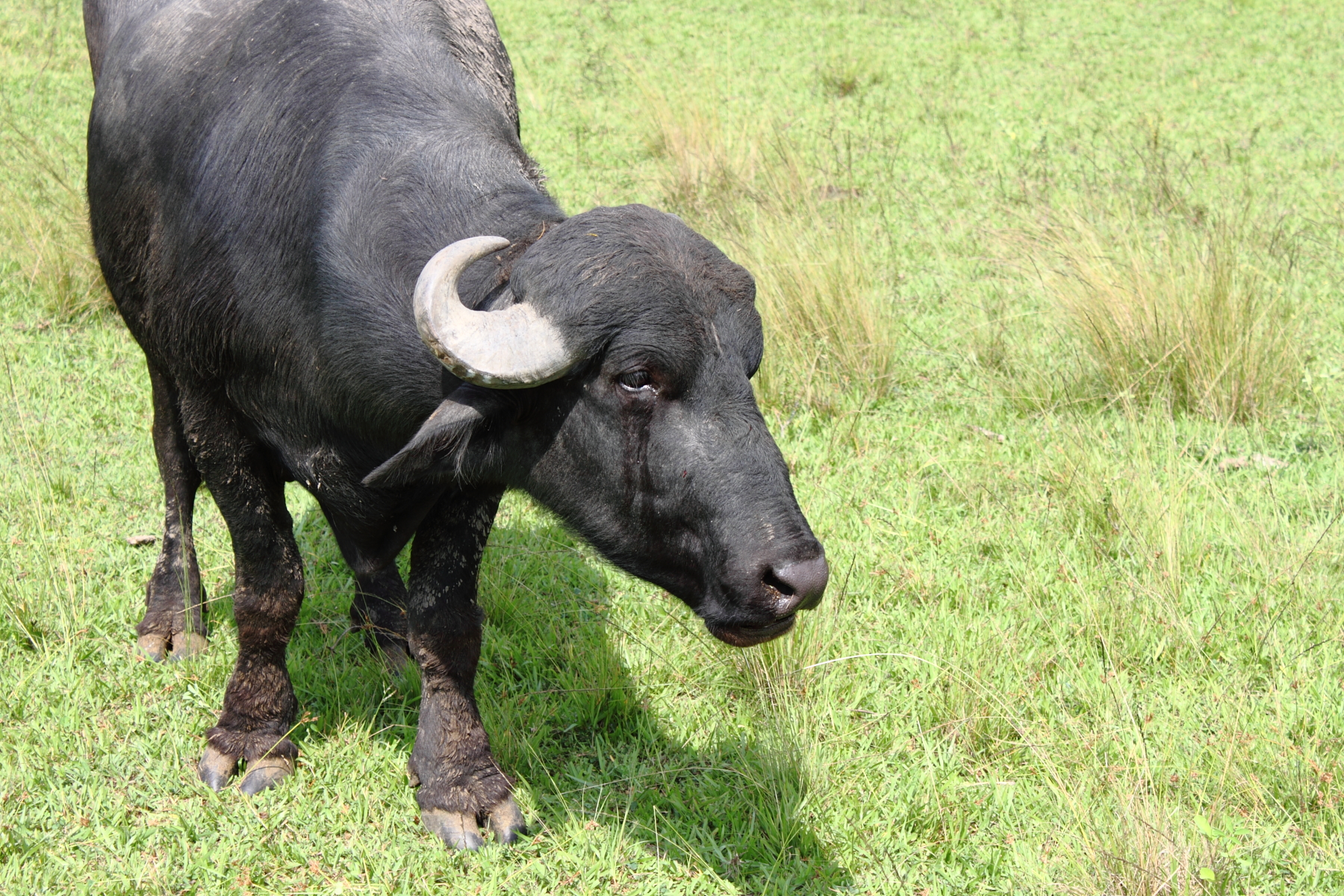
Bufalo

Gruppo vuoto

## QI02X Bovidae, altri
Gruppo vuoto